# Клементьев, Лев Михайлович
Лев Миха́йлович Клеме́нтьев (12(24) февраля 1868, Санкт-Петербург — 13(26) ноября 1910, Тифлис, ныне Тбилиси) — русский артист оперы (лирико-драматический тенор) и оперетты.

## Биография
Образование получил в Коммерческом училище и в кадетском корпусе. В 1887—1888 годах выступал в Петербургской оперетте. В этот период брал уроки пения у Каспара Кржижановского.
В 1889 году учился пению в Париже (у профессора Оливьери), в 1890 году — в Милане (у М. Петца).
Летом 1888 года выступал в оперетте в Одессе и Харькове (антреприза В. Родона), в 1890—1891 годах — в Петербурге, в 1891—1892 годах — в Москве (антреприза М. Лентовского).
В 1888—1889 годах был солистом Киевской оперы (антреприза И. Сетова), в 1889—1890 годах — Тифлисской оперы (антреприза В. Форкатти), в 1892—1902 годах — московского Большого театра. В Москве дебютировал в партии Германа в «Пиковой даме» Петра Чайковского. Композитор высоко оценил певца в этой роли. На сцене Большого театра исполнил 35 партий.
Позднее пел в оперных театрах Петербурга (Большой зал консерватории, Частная опера, антреприза У. Гвиди, 1902; Новый летний театр «Олимпия», Русская опера, антреприза Е. Кабанова и К. Яковлева, 1903 и 1906; Мариинский театр, 1906; «Новая опера», антреприза А. А. Церетели, 1906; Народный дом, 1907—1909), Москвы (театр «Аркадия», антреприза М. Медведева, 1903—1904; Опера С. Зимина; Частная опера С. Мамонтова), в оперных театрах Нижнего Новгорода (антреприза А. Дракули, 1905), Харькова и Киева (1905).
Гастролировал в Одессе, Харькове, Казани, Киеве, Тифлисе, Баку и за границей — в Париже (театр «Олимпия», 1904; пел партию Собинина и был партнёром Фёдора Шаляпина), в 1906 году — по городам Европы и Америки, в 1908 году — в Софии.
Умер в Тифлисе. Похоронен в Александро-Невской лавре в Санкт-Петербурге.